# Wawrzyniec Podrzucki
Wawrzyniec Podrzucki (ur. 27 marca 1962 w Gliwicach, zm. 7 stycznia 2021 w Krakowie) – polski pisarz science fiction, z wykształcenia biolog, specjalizacja mikrobiologia.

## Życiorys
Studiował na Wydziale Biologii i Nauk o Ziemi Uniwersytetu Marii Curie-Skłodowskiej w Lublinie, po czym rozpoczął pracę naukową, początkowo zajmując się zagadnieniami biologicznej ochrony roślin w ISK w Skierniewicach, później badaniami nad molekularnym podłożem nowotworów w Centrum Onkologii w Gliwicach, a następnie przez sześć lat mechanizmami regulującymi funkcjonowanie genetycznej maszynerii komórkowej w Instytucie Wistara w Filadelfii, publikując wyniki swoich badań w „Journal of Virology”. W 1999 obronił pracę doktorską na temat ekspresji genów wirusa HSV-1, po czym do 2003 prowadził prace badawcze w Instytucie Transplantologii Akademii Medycznej w Warszawie, a następnie w Instytucie Nauk o Środowisku UJ.
Debiutem literackim Podrzuckiego była powieść Uśpione archiwum, pierwsza część cyklu Yggdrasill, opublikowana w czerwcu 2003 przez wydawnictwo Runa. W 2004 ukazała się druga część cyklu, Kosmiczne ziarna, a w 2010 trzecia część, Mosty wszechzieleni, która została nominowana do Nagrody Literackiej im. Jerzego Żuławskiego. Autor artykułów i opowiadań w „Nowej Fantastyce” i „Science Fiction”.

## Publikacje

### Powieści

#### CyklYggdrasill
- Uśpione archiwum. (Runa, 2003)
- Kosmiczne ziarna. (Runa, 2004)
- Mosty wszechzieleni. (Runa, 2010)[4].

### Opowiadania
- Podarek. (Fantastyka – wydanie specjalne, grudzień 2003)
- Nafciarze. („Science Fiction”, 01/2004)
- Byłem Robotem Jej Królewskiej Mości. („Science Fiction”, 10/2004)
- Zawód: Prometeusz. (Fantastyka – wydanie specjalne, zima 2004)
- Netherlanden. (Poltergeist, marzec 2010)[5]
- Szkice z gwiazdami w tle. (Poltergeist, kwiecień 2010)[6]
- Zakres widzialny – w antologii Głos Lema, Powergraph, 2011
- Falstart. „Nowa Fantastyka” (3/2014)

### Artykuły
- Samotność wielokomórkowca. „Nowa Fantastyka” (4/2012)
- Różni jak klony. „Nowa Fantastyka” (6/2012)
- Mutantastyczni. „Nowa Fantastyka” (8/2012)
- Nauka kontra fantastyka – stan gry. „Nowa Fantastyka” (10/2012)
- SF, kłamstwa i faceci w fartuchach. „Nowa Fantastyka” (12/2012)
- Darwin w wielkim mieście. „Nowa Fantastyka” (2/2013)
- Życie – zestaw do samodzielnego montażu. „Nowa Fantastyka” (4/2013)
- Dzieci doktora Granta. „Nowa Fantastyka” (6/2013)
- O powstawaniu (mechanicznych) gatunków. „Nowa Fantastyka” (8/2013)
- Człowiek na kosmicznym rozdrożu. „Nowa Fantastyka” (10/2013)
- Rozum za miliard. „Nowa Fantastyka” (12/2013)
- Czerń zieleni. „Nowa Fantastyka” (2/2014)
- Operacja „Wieczność”. „Nowa Fantastyka” (4/2014)
- Kto kontroluje kontrolujących? „Nowa Fantastyka” (6/2014)
- Science fiction w aureoli. „Nowa Fantastyka” (10/2014)
- Wszystkie stworzenia mądre i głupie. „Nowa Fantastyka” (12/2014)
- Konfabuluję, więc jestem. „Nowa Fantastyka” (2/2015)
- Galileusz na krawędzi. „Nowa Fantastyka” (4/2015)
- Król węgiel i inni. „Nowa Fantastyka” (6/2015)